# گلن راجرز (ویرجینیای غربی)
گلن راجرز (به انگلیسی: Glen Rogers) یک منطقهٔ مسکونی در ایالات متحده آمریکا است که در شهرستان وایومینگ، ویرجینیای غربی واقع شده‌است.